# Georges Wod
Georges Wod (wł. Jerzy Stefan Roman Wodzicki) (ur. 29 maja 1936 w Warszawie, zm. 24 lipca 2010 w Paryżu) – francuski aktor, reżyser teatralny pochodzenia polskiego.

## Życiorys
Syn dyplomaty Kazimierza Antoniego Wodzickiego i Marii z Dunin-Borkowskich. Przed wybuchem II wojny światowej razem z matką i rodzeństwem znalazł się w Paryżu, w 1940 dołączył do nich jego ojciec. Uczył się w konserwatorium muzycznym w Tuluzie, tam poznał Philippe Mentha i Michela Cassagne, z którymi w 1956 postanowił założyć teatr w Genewie. W realizacji planów pomógł im dwa lata później aktor François Simon, 17 lat później teatr ten przekształcono w Atelier de Genève. Po ukończeniu szkoły zamieszkał w Carouge, w 1960 zagrał pierwszą rolę teatralną. Dwa lata później został zaangażowany w prace rady kierowniczej teatru. W 1973 wykreował główna rolę w sztuce "The Price América" Dino Buzzatiego w tłumaczeniu debiutującej tłumaczki Monique Lachère, którą wkrótce poślubił. W 1981 został głównym reżyserem oraz zastępcą dyrektora, ilość stałych widzów wzrosła dwukrotnie, rocznie sprzedawano 80.000 biletów. Zainicjował powstanie małej sceny z widownią dla 200 osób. W 2006 zagrał w sztuce "L'Habilleur" w Teatrze Pitoëff w Genewie.
W 1992 został odznaczony Orderem Literatury i Sztuki. 

### Życie prywatne
Żonaty z tłumaczką, realizatorką i pisarką Monique Lachère, mieli córkę Alexandrę Wodzicki-Besson, która jest aktorką.

## Dorobek

### Role teatralne
Od 1956 do 2006 zagrał w ponad stu sztukach teatralnych, do najważniejszych ról komediowych należą:
- 1968 - Thomas More ou l'Homme seul Roberta Bolta, w reżyserii Williama Jacquesa, (Théâtre des Célestins, Lyon);
- 1971 - Trzy siostry Antona Czechowa;
- 1981 - Śniadanie u Desdemony Janusza Krasińskiego, w reżyserii Jaroslava Viznera, (Le Monfort, Paryż);
- 1981 - Mieszczanin szlachcicem Moliera;
- 1983 - Cyrano de Bergerac (utwór dramatyczny) Edmonda Rostanda
- 1989 - Don Kichot Miguela de Cervantesa;
- 1989 - Kontrakt Sławomira Mrożka, ze scenografią Georgesa Woda, (Théâtre Tristan-Bernard, Paryż);
- 1991 - Les Rustres Carla Goldoniego;
- 1991 - Rasputin;
- 1993 - Henryk IV;
- 1997 - Iwan Groźny;
- 2003 - Le Vent des peupliers Géralda Sibleyrasa, ze scenografią Jean-Luc Tardieu, (Théâtre Montparnasse, Paryż);
- 2006 - Garderobiany Ronalda Harwooda, ze scenografią Michel Favre.

### Reżyseria
- Le Prix América Dino Buzzatiego;
- Mieszczanin szlachcicem Moliera;
- Cyrano de Bergerac (utwór dramatyczny) Edmond Rostand;
- Henryk IV;
- Don Kichot Miguela de Cervantesa;
- L'Illusion comique Paula Scarrona;
- Kaprysy Marianny Alfreda de Musseta;
- Le Comte des ténèbres;
- Rasputin;
- Clérambard Marcela Aymé
- Les Harengs de la rue Nikolskaïa Monique Lachère;
- Wod et les Avenaires Erica Lehmanna;
- La Véranda Monique Lachère;

### Role filmowe[3]
- 1967 - L'Inconnu de Shandigor
- 1973 - L'Escapade
- 1973 - Les Divorcés
- 1975 - Le Gitan
- 1975 - La Bulle
- 1975 - Lumière
- 1977 - Le Juge Fayard dit Le Shériff
- 1978 - La Clé sur la porte
- 1981 - Litan: La Cité des spectres verts
- 1986 - Mort un dimanche de pluie
- 1988 - Milan noir

### Role filmach telewizyjnych
- 1966 - Jean-Luc persécuté
- 1970 - Le Sixième sens
- 1972 - Les Dernières Volontés
- 1973 - Le temps de vivre... Le temps d'aimer (serial)
- 1974 - Les Enfants des autres (serial)
- 1976 - Le Village englouti
- 1976 - La Poupée sanglante Krwawa lalka
- 1979 - L'Agence Labricole
- 1985 - Série noire : Le Tueur du dimanche